# Жан Кокто
Клеман Йожен Жан Морис Кокто (на френски: Clément Eugène Jean Maurice Cocteau) е френски поет, писател, дизайнер, художник, скулптор, сценарист, актьор и режисьор.

## Биография и творчество
През 1909 г. издава първата си стихосбирка „Лампата на Аладин“, което му позволява да бъде въведен в артистичните кръгове. По негови текстове и под влияние на някои руски артисти са направени балетите „Синият Господ“ (1912) и „Парадът“ (1917), които показват новаторските му идеи.
Избран е за член на Френската академия през 1955 година.
Неговият кръг от приятели и любовници включва Пабло Пикасо, Жан Юго, Жан Маре, Марлене Дитрих, Коко Шанел, Мария Феликс и Едит Пиаф. Известен е с дълголетната си професионална и интимна връзка с Жан Маре.
Умира от сърдечен удар на 74 години на 11 октомври 1963 г. Погребан е в църквата Сен Блез де Симпъл в Мии ла Форе, Франция.

## Избрана филмография
- „Кръвта на поета“ („ Le Sang d'un poète“, 1932)
- „Красавицата и звярът“ („La Belle et la Bête“, 1946)
- „Двуглавият орел“ („L'Aigle à deux têtes“, 1948)
- „Ужасните родители“ („Les Parents terribles“, 1948)
- „Орфей“ („Orphée“, 1950)